# Sebring (Ohio)
Pour les articles homonymes, voir Sebring.
Sebring est un village américain situé dans le comté de Mahoning, dans l'Ohio. Selon le recensement de 2010, sa population est de 4 420 habitants.